# إيجور شاغالي
إيجور شاغالي مواليد 8 أكتوبر 1982 في دوبوي، جمهورية يوغوسلافيا الاشتراكية الاتحادية، هو لاعب كرة قدم بوسني. يلعب كمدافع.

## المسيرة الاحترافية

### أندية لعب لها
- نادي سيغيستا
- نادي رييكا

## روابط خارجية
- إيجور شاغالي على موقع قاعدة بيانات كرة القدم.إي يو (الإنجليزية)
- إيجور شاغالي على موقع Soccerway.com (الإنجليزية)